# Strumento totalizzatore
Uno strumento totalizzatore è uno strumento che determina il valore di una misura attraverso una somma di valori parziali della grandezza sotto esame.
È interessante notare che molte strumentazioni che apparentemente danno misure "continue" lavorano intrinsecamente come strumenti totalizzatori. Esempi: 
- gli orologi, in quanto funzionano contando indefinitamente il clock del sistema che genera la propria base tempi;
- alcuni frequenzimetri, che contano il numero d'impulsi ricevuti durante un certo periodo di campionamento.

## Tempo
Come intuibile, la misura degli strumenti totalizzatori è sempre in funzione del tempo: maggiore è il tempo analizzato, più è probabile che la misura assuma valori elevati. Nel caso di un cronometro è il tempo stesso ad essere totalizzato.
A seconda dei casi, uno strumento totalizzatore misura la grandezza d'interesse su una base tempi differente: virtualmente infinita o limitata ad uno specifico periodo d'interesse.
Nel primo caso la strumentazione è destinata al conteggio (virtualmente) perpetuo della grandezza, come nei già citati orologi, oppure nei contatori destinati a misurare il consumo di qualche bene (acqua, gas, energia elettrica,….). Quasi sempre tale strumentazione non presenta dispositivi per intervenire sulle misure, anzi, spesso dispone di artifizi per impedirne la manipolazione.
Nel secondo caso la strumentazione è destinata ad effettuare la misura per un periodo limitato, o perché questo ne costituisce il periodo significativo, o perché si sta effettuando un campionamento della grandezza in esame. Per agevolare le misure, questa strumentazione presenta sempre almeno un comando per azzerare il valore totale, inoltre, a seconda di quanto è evoluta, può presentare comandi (anche remoti) di start e stop del conteggio, presettaggio del periodo di conteggio, memorizzazione di uno o più valori misurati.

## Tipologie
Questi strumenti si possono suddividere sostanzialmente in due categorie:
- strumenti destinati a contare singoli eventi;
- strumenti che misurano il totale di una grandezza più o meno continua.

La strumentazione che misura singoli eventi esegue un conteggio degli stessi e ne aggiorna il valore totalizzato. Gli "eventi" possono essere di varia natura, di natura meccanica (esempio il movimento di un leverismo) o elettrica (ad esempio la presenza di un impulso elettrico), comunque deve esistere un sistema che possa discriminarli in maniera chiara. In campo elettronico, la presenza di disturbi e la forma dell'impulso da conteggiare, può rendere questa operazione difficoltosa, in tal caso esistono sistemi (chiamati  trigger) che aiutano a discriminare l'evento.
Un esempio di strumento conta eventi è il contatore meccanico, dove, attraverso ingranaggi e altri cinematismi, un movimento meccanico viene trasformato in una misura sul quadrante di un indicatore.
La strumentazione che misura grandezze "continue" esegue una misura istantanea della grandezza in esame e la somma al valore precedentemente totalizzato, oppure "accumula" l'effetto della grandezza misurata sulla struttura stessa dello strumento (esempio nei dosimetri). Dal punto di vista matematico è come se ricalcolasse istante per istante l'integrale della grandezza misurata dal momento in cui è stato azzerato il valore all'inizio della misura.
Dal punto di vista pratico, molta strumentazione per grandezze "continue" lavora intrinsecamente come contatore di eventi. Esempio: molti contalitri dispongono di sensori che trasformano il flusso continuo di liquido in impulsi elettrici, che successivamente vengono totalizzati da un contatore di impulsi.